# Ballota deserti
Ballota deserti là một loài thực vật có hoa trong họ Hoa môi. Loài này được (Noë) Jury, Rejdali & A.J.K.Griffiths mô tả khoa học đầu tiên năm 1998.